# 马塞尔·贝尔纳
马塞尔·贝尔纳（法語：Marcel Bernard，1914年5月18日—1994年4月29日），生于拉马德莱娜，法国男子网球运动员。他曾获得法国网球公开赛男子单打冠军、男子双打冠军、混合双打冠军。